# Bonifacio III del Monferrato
Bonifacio III Paleologo (10 agosto 1424 – 1494) fu marchese del Monferrato.

## Biografia
Figlio di Giovanni Giacomo del Monferrato (1395 – 1445), e di Giovanna di Savoia (1392 – 1460), figlia di Amedeo VII di Savoia, Bonifacio salì al potere durante il burrascoso periodo della Guerra del Sale, che aveva visto impegnato il fratello Guglielmo nell'ultima parte della sua vita. Ma il conflitto sul fronte orientale si risolse quasi subito e Bonifacio dovette allora fronteggiare l'avanzata dei Savoia, con i quali stipulò un trattato di non belligeranza, concedendo la nipote Bianca al duca Carlo I.
Con Carlo I Bonifacio si dimostrò assai sottomesso, offrendogli addirittura il titolo di successore al marchesato nel caso egli fosse morto senza eredi maschi. A spingerlo ad una tale decisione fu il brutale assassinio di Scipione Paleologo a Casale Monferrato, voluto dal parente Ludovico II di Saluzzo. Ludovico era stato introdotto nella successione al marchesato dal fratello Guglielmo, ma l'assassinio di Scipione, unico dei figli di Giovanni IV del Monferrato e pertanto candidato alla successione, fece modificare le idee di Bonifacio.
A sostegno della politica sabauda, Bonifacio si schierò con i Savoia nella guerra divampata nel 1486 contro i saluzzesi, occupando vari territori nelle Langhe appartenuti a Ludovico II.
Alla morte di Bonifacio, comunque, succedette il figlio Guglielmo IX senza problemi di successione con i saluzzesi o con i Savoia.

## Discendenza
Bonifacio si sposò tre volte. La prima con Orvietana Fregoso, figlia di Pietro Fregoso, doge di Genova, dalla quale non ebbe figli.
Si sposò quindi in seconde nozze con Elena di Brosse († 1484), figlia di Giovanni II di Brosse, ed anche da questo secondo matrimonio non nacquero figli.
Rimasto nuovamente vedovo, senza eredi e ormai ultrasessantenne, ma ancora "viripotens", nel 1485 Bonifacio chiese l'aiuto dell'ambasciatore estense a Milano, Giacomo Trotti, per trovare una nuova moglie. Questi, sebbene in grande difficoltà, gli propose diverse candidate: Covella Marzano, vedova di Costanzo Sforza, "tutta savia e da bene", la quale, sebbene avesse subito due aborti, era comunque in grado di generare figli. Beatrice de' Contrari, dama ferrarese, sebbene vi fosse grande disparità di condizione sociale. Stimando tuttavia che nessuna delle due volesse marito, Bonifacio si arrischiò a proporre la stessa figlia del duca di Ferrara, Beatrice d'Este. Quest'ultima aveva tuttavia soltanto dieci anni e, sia per l'enorme differenza d'età (51 anni), sia perché il marchese cercava una moglie in età immediatamente fertile, il progetto non fu perseguito.
La scelta ricadde in fine su Maria Branković (Ohrid 1466 – Casale 27 agosto 1495), figlia del principe Stefano di Serbia, che sposò l'8 luglio 1485 ad Innsbruck. Da Maria, Bonifacio ebbe:
- Guglielmo (1486 – 1518), marchese di Monferrato dal 1494 al 1518;
- Giangiorgio (1488 – 1533), marchese del Monferrato dal 1530 al 1533.

## Ascendenza
|                                 |                     |                       | Genitori               |  |  | Nonni |  |  | Bisnonni                   |  |  | Trisnonni                |  |
|                                 |                     |                       |                        |  |  |       |  |  | Giovanni II del Monferrato |  |  | Teodoro I del Monferrato |  |
|                                 |                     |                       |                        |  |  |       |  |  | Giovanni II del Monferrato |  |  | Teodoro I del Monferrato |  |
|                                 |                     | Argentina Spinola     |                        |  |  |       |  |  | Giovanni II del Monferrato |  |  |                          |  |
| Teodoro II del Monferrato       |                     |                       |                        |  |  |       |  |  | Giovanni II del Monferrato |  |  |                          |  |
|                                 |                     | Elisabetta di Maiorca | Giacomo III di Maiorca |  |  |       |  |  |                            |  |  |                          |  |
|                                 |                     | Elisabetta di Maiorca | Giacomo III di Maiorca |  |  |       |  |  |                            |  |  |                          |  |
|                                 |                     | Elisabetta di Maiorca | Costanza d'Aragona     |  |  |       |  |  |                            |  |  |                          |  |
| Giovanni Giacomo del Monferrato |                     | Elisabetta di Maiorca |                        |  |  |       |  |  |                            |  |  |                          |  |
|                                 |                     | Roberto I di Bar      | Enrico IV di Bar       |  |  |       |  |  |                            |  |  |                          |  |
|                                 |                     | Roberto I di Bar      | Enrico IV di Bar       |  |  |       |  |  |                            |  |  |                          |  |
|                                 |                     | Roberto I di Bar      | Yolanda di Dampierre   |  |  |       |  |  |                            |  |  |                          |  |
| Giovanna di Bar                 |                     | Roberto I di Bar      |                        |  |  |       |  |  |                            |  |  |                          |  |
|                                 |                     | Maria di Valois       | Giovanni II di Francia |  |  |       |  |  |                            |  |  |                          |  |
|                                 |                     | Maria di Valois       | Giovanni II di Francia |  |  |       |  |  |                            |  |  |                          |  |
|                                 |                     | Maria di Valois       | Bona di Lussemburgo    |  |  |       |  |  |                            |  |  |                          |  |
| Bonifacio III del Monferrato    |                     | Maria di Valois       |                        |  |  |       |  |  |                            |  |  |                          |  |
|                                 | Amedeo VI di Savoia | Aimone di Savoia      |                        |  |  |       |  |  |                            |  |  |                          |  |
|                                 | Amedeo VI di Savoia | Aimone di Savoia      |                        |  |  |       |  |  |                            |  |  |                          |  |
|                                 | Amedeo VI di Savoia | Violante Paleologa    |                        |  |  |       |  |  |                            |  |  |                          |  |
| Amedeo VII di Savoia            | Amedeo VI di Savoia |                       |                        |  |  |       |  |  |                            |  |  |                          |  |
|                                 |                     | Bona di Borbone       | Pietro I di Borbone    |  |  |       |  |  |                            |  |  |                          |  |
|                                 |                     | Bona di Borbone       | Pietro I di Borbone    |  |  |       |  |  |                            |  |  |                          |  |
|                                 |                     | Bona di Borbone       | Isabella di Valois     |  |  |       |  |  |                            |  |  |                          |  |
| Giovanna di Savoia              |                     | Bona di Borbone       |                        |  |  |       |  |  |                            |  |  |                          |  |
|                                 |                     | Giovanni di Valois    | Giovanni II di Francia |  |  |       |  |  |                            |  |  |                          |  |
|                                 |                     | Giovanni di Valois    | Giovanni II di Francia |  |  |       |  |  |                            |  |  |                          |  |
|                                 |                     | Giovanni di Valois    | Bona di Lussemburgo    |  |  |       |  |  |                            |  |  |                          |  |
| Bona di Berry                   |                     | Giovanni di Valois    |                        |  |  |       |  |  |                            |  |  |                          |  |
|                                 |                     | Giovanna d'Armagnac   | Giovanni I d'Armagnac  |  |  |       |  |  |                            |  |  |                          |  |
|                                 |                     | Giovanna d'Armagnac   | Giovanni I d'Armagnac  |  |  |       |  |  |                            |  |  |                          |  |
|                                 |                     | Giovanna d'Armagnac   | Beatrice di Clermont   |  |  |       |  |  |                            |  |  |                          |  |
|                                 |                     | Giovanna d'Armagnac   |                        |  |  |       |  |  |                            |  |  |                          |  |